# Karakašica
Karakašica är ett vattendrag i Kroatien. Det ligger i den sydöstra delen av landet, 230 km söder om huvudstaden Zagreb.